# Вовнянська сільська рада (Шосткинський район)
Вовнянська сільська́ ра́да — колишній орган місцевого самоврядування в Шосткинському районі Сумської області. Адміністративний центр — село Вовна.

## Загальні відомості
- Населення ради: 852 особи (станом на 2001 рік)

## Населені пункти
Сільській раді були підпорядковані населені пункти:
- с. Вовна
- с. Дібрівка

## Склад ради
Рада складалася з 12 депутатів та голови.
- Голова ради: Аніщенко Федір Дмитрович

### Керівний склад попередніх скликань
| Прізвище, ім'я, по батькові | Основні відомості                                                 | Дата обрання | Дата звільнення |
| --------------------------- | ----------------------------------------------------------------- | ------------ | --------------- |
| Аніщенко Федір Дмитрович    | Сільський голова, 1963 року народження, освіта вища               | 26.03.2006   | 31.10.2010      |
| Аніщенко Федір Дмитрович    | Сільський голова, 1963 року народження, освіта вища, безпартійний | 31.10.2010   |                 |

Примітка: таблиця складена за даними сайту Верховної Ради України

## Населення
Згідно з переписом УРСР 1989 року чисельність наявного населення сільської ради становила 1241 особа, з яких 539 чоловіків та 702 жінки.
За переписом населення України 2001 року в сільській раді мешкала 841 особа.

### Мова
Розподіл населення за рідною мовою за даними перепису 2001 року:
| Мова       | Відсоток |
| ---------- | -------- |
| російська  | 91,78 %  |
| українська | 8,22 %   |